# Kai Aage Bruun
Kai Aage Bruun (23. januar 1899 i København – 11. maj 1971 på Frederiksberg) var en dansk musikforsker, administrator, forfatter og komponist. 
Bruun voksede op i et musikalsk hjem i København. Faderen var cellist i Det Kongelige Kapel og lærer ved Det Kongelige Danske Musikkonservatorium. Moderen var søster til komponisterne Roger Henrichsen og Edgar Henrichsen og Kai Aage dermed fætter til jazzpianisten Børge Roger-Henrichsen. Bruun begyndte allerede som 6-årig at spille cello, blev student 1917 fra Østre Borgerdyd Gymnasium, var en tid på musikalsk studieophold i Leipzig, men valgte at studere musikvidenskab. Han var dog også deltager i det praktiske musikliv: 1925 som medstifter af Studentermusikforeningen hvor han dirigerede et par år; 1926-1927 som dirigent i Studentersangforeningen og senere, 1930-1931, som dirigent i Akademisk Orkester. Desuden virkede han som musikanmelder og assistent på Musikhistorisk Museum. I sine unge år assisterede han som cellist i Det Kongelige Kapel og Tivolis Symfoniorkester.
1927 var han imidlertid blevet ansat i statsradiofonien som programsekretær, og indledte hermed en over 30-årig tilknytning til et medium hvor hans evner som formidler kom til fuld udfoldelse gennem talrige foredrag og udsendelser af oplysende musikkulturel karakter. I 1949 blev han souschef, fra 1951-1955 chef for DR’s musikafdeling og derefter virkede han endnu en halv snes år som musikkonsulent.
I 1969 udgav Bruun sit hovedværk Dansk musiks Historie, men han havde tidligere skrevet andre musikværker. Bl.a. Om Schuberts Liv og Værker (1928), Tre Komponister (Haydn, Kuhlau, Carl Nielsen – 1932), Musikkens Grundbegreber (1942), Musikordbog (1943), Kammermusik fra Haydn til den unge Beethoven (1960) og Kammermusik fra Beethoven til Schubert (1962) foruden talrige artikler i tidsskrifter og dagblade m.m.
Som komponist var hans virke begrænset til en række korsange og romancer samt nogle bearbejdelser af kammermusik fra 1700-tallet. Han var Ridder af Dannebrog.